# Maple Leaf
Maple Leaf — колишня нідерландська, компанія з виробництва жувальної гумки, створена Робертом Маркусом (нід. Robert Markus) та його братом Жюлем Маркусом (нід. Jules Markus) у 1948 році в Амстердамі. За час існування бренд випустив величезний асортимент жувальної гумки за смаком, ароматом та формою.

## Історія

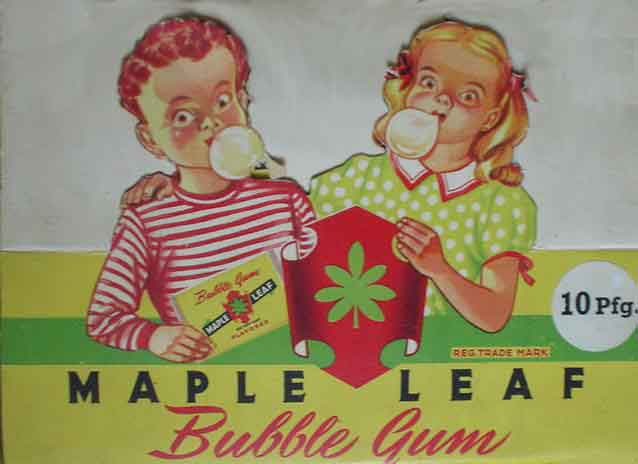
Жуйка Maple Leaf 1950-тих років яка вироблялась у Везелі.

Після війни Роберт Маркус, студент-хімік, в 1947 знайшов спосіб зробити жувальну гумку. Він почав робити жувальну гумку у себе вдома, де разом зі своїм братом Жюлем заснував компанію Maple Leaf у 1948 році. Назва була даниною поваги канадським бійцям, які звільнили Амстердам трьома роками раніше. По всьому Амстердам шукали місце під фабрику. Місце було знайдено на Веспуччистріт (нід. Vespuccistraat) в колишньому кафе-морозиві. Потім, 1 січня 1949 року, вони переїхали до Жерара Дуплена (нід. Gerard Douplein), 1954 року фабрика переїхала на Кловенірсбургваль (нід. Kloveniersburgwal), а через рік на Пассердерсвартстріт (нід. Passeerdersdwarsstraat). Ця будівля була знищена пожежею, тоді як будівництво нового за адресою Пол ван Фліссінгенстраат (нід. Paul van Vlissingenstraat), 8 йшло повним ходом. Перший камінь у фундамент цієї фабрики було закладено 28 лютого 1955 року. Продукція компанії продавалася по всій Європі, важливим ринком була Німеччина. Коли в 1951 році Німеччина заборонила імпорт жувальної гумки, Maple Leaf побудувала фабрику у Везелі, щоб продажі могли продовжуватися там.
Жувальна гумка Maple Leaf була дуже популярною в Нідерландах. Часто це відбувалося через вкладки футболістів або коміксів героїв Діснея (жувальна гумка Donald) та низька ціна. Але Maple Leaf також займалася інноваціями та випускала такі бренди, як Xylifresh та інші жувальні гумки без цукру. До 1970 Maple Leaf була незалежною компанією. З 1971 по 1979 рік компанія була частиною General Foods, з 1979 по 1986 - All Sweets, з 1986 по 1999 - Leaf Inc, а в 1999 компанія була придбана CSM і 1 серпня 2003 року CSM вирішив закрити завод в Амстердамі. Будівля на вулиці Пауля ван Фліссінгенстраат досі стоїть і вміщує безліч малих підприємств.
Роберт помер 26 жовтня 2010 року, Жуль - 23 січня 2012 року в Хейзені. У Жюля було два сини та дочка.